# Oligodon torquatus
Oligodon torquatus är en ormart som beskrevs av Boulenger 1888. Oligodon torquatus ingår i släktet Oligodon och familjen snokar. Inga underarter finns listade i Catalogue of Life.
Denna orm förekommer i centrala och norra Myanmar. Arten lever i kulliga områden som är täckta av skog. Honor lägger antagligen ägg.
I regionen pågår skogsröjningar som troligtvis påverkar beståndet. Hela populationen antas vara stor. IUCN kategoriserar arten globalt som otillräckligt studerad.